# Bortträngning
Bortträngning är enligt den psykoanalytiska traditionen en psykologisk försvarsmekanism och innebär att psykiska trauman och ångestframkallande tankar, önskningar och erfarenheter trängs undan från det medvetna till det omedvetna. I det omedvetna, menar teorins förespråkare, ligger det bortträngda minnet och påverkar motiv och handlingsmönster.
Teorin om förekomsten av bortträngda minnen är starkt ifrågasatt; det har framförts att problemet med traumatiska minnen för de flesta människor är att de snarare är påträngande och svåra att glömma. Ett fall som har framhållits som ett definitivt bevis för förekomsten av bortträngda minnen, anmält av David Corwin, har kritiseras av Elizabeth Loftus och Melvin Guyer för att det har tagits ur sitt sammanhang och felaktigt framlägger de sexuella övergreppen som otvivelaktiga och sanna när det i verkligheten saknas definitiva bevis.
I svensk kontext är teorierna om bortträngda minnen främst förknippade med Margit Norell och hennes efterföljare.
Psykologerna Elizabeth Loftus och Katherine Ketcham är författare till ett verk om felaktigheten av bortträngda minnen, The Myth of Repressed Memory.
Att bortträngda minnen skulle kunna återfås har även tillbakavisats av Germund Hesslow, professor vid Lunds universitet, som istället menar att påstådda återuppväckta minnen är ett resultat av att personen har suggererats av terapin och efter det ha inbillats till att tro att det terapeuten har talat om är verklighet.